# Норі
Норі (яп. 海苔) — японська назва їстівних червоних водоростей з роду Porphyra у вигляді тонких сушених листів. Оскільки їстівні порфіри виростають далеко не тільки в Японії, але і біля берегів Китаю та Уельсу, то назва «норі», хоч і більш популярна, але не є загальноприйнятою.

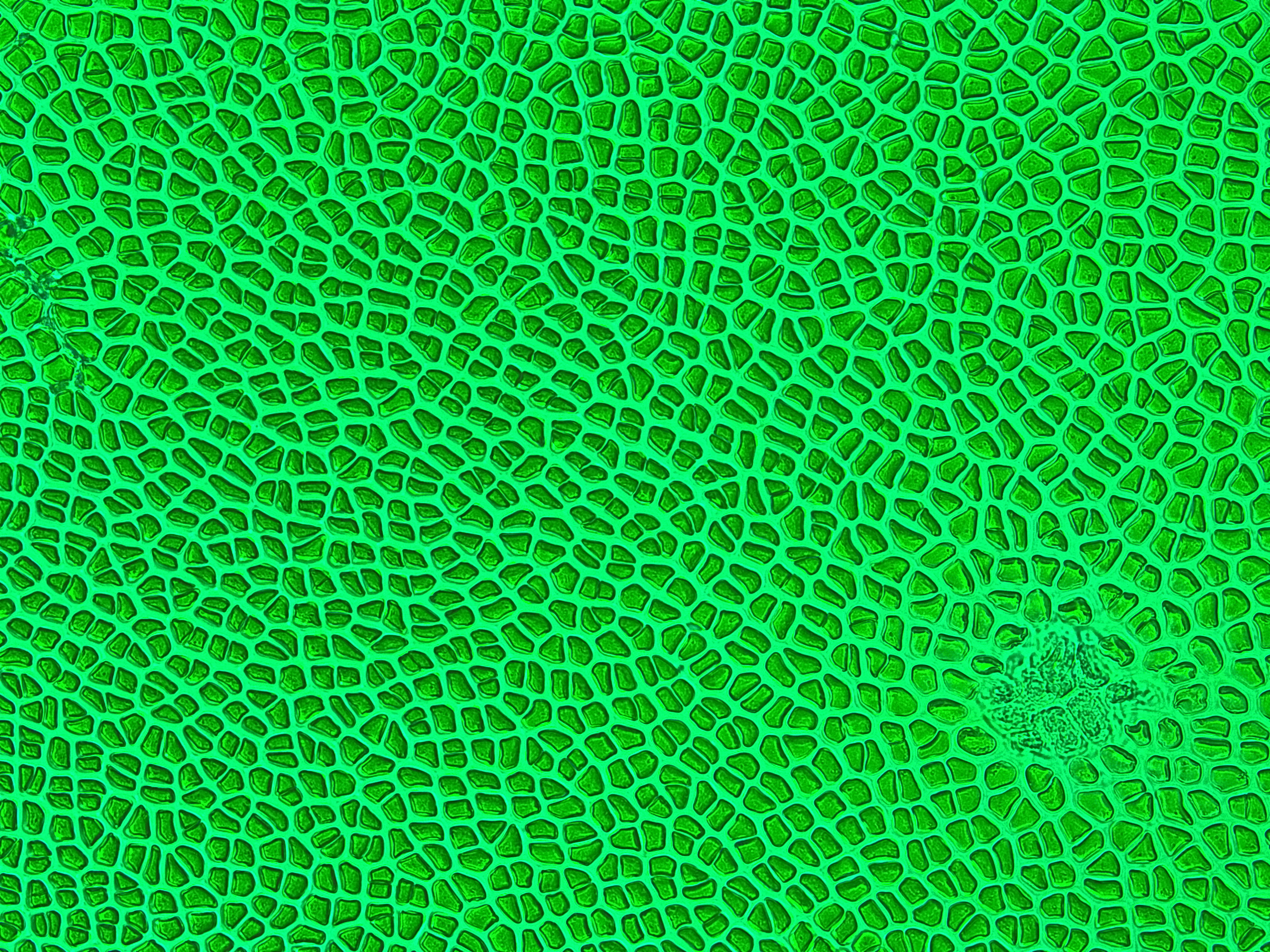
платівка норі під мікроскопом, збільшення 200x

Норі мають легкий димний смак і тонкий океанічний аромат.
Містять протеїни, харчові волокна, мінеральні речовини (кальцій, залізо, калій, цинк), вітаміни А, В2, В3, В9 і В12.

## Виробництво
Світове виробництво сконцентроване в 3 країнах — Японія, Китай та Корея. Так, тільки в Японії виробництво норі досягає обсягу в 2 млрд доларів щорічно.

## Використання
Використовується у приготуванні суші, які останнім часом стали дуже популярними в Україні. Так, суші-бари та ресторани в Києві вже за популярністю перевершили піцерії та традиційні ресторани. В деяких країнах набули популярність пластівці норі з різноманітними приправами, гострі, солодкі тощо.
У Південному Уельсі плитки відварених варених водоростей смажать у жирі з беконом — така страва вважається традиційним делікатесом. У продаж порфіра зазвичай надходить у вигляді тонких висушених квадратів, які перед приготуванням замочують на годину в холодній воді (після вимочування вони вдвічі збільшуються в розмірі), потім ретельно промивають, варять у трохи підкисленою оцтом воді, приправляють перцем і подають як гарячий гарнір.
У Японії слоєвища (листя) норі промивають, рубають, сушать на сонці, нарізають на тонкі шматочки розміром 15-25 см і використовують, головним чином, для загортання в них страв типу суші, які носять спеціальну назву норі-макі. Судячи з середньовічних рукописів, японці знали і поживні цінності норі вже в IX столітті. Сьогодні норі беруть участь у чверті японських страв, так як дуже вдало поєднуються з м'якою піддатливістю рису. Терті зелені норі (ава-норі) використовуються і як приправа до локшини. Сушені норі — синяво-чорні, а при обсмажуванні набувають зеленого кольору і дуже приємного, трохи горіхового, присмаку. Пластинки норі в японських магазинах колись продавалися тільки сушеними — їх підсмажували безпосередньо перед подачею на стіл. Сьогодні продаються і «які-норі», тобто вже просмажені, але якщо потримати листочки ще кілька секунд на відкритому вогні, вони стануть тільки смачнішими. Заливши норі окропом (з розрахунку одна пластинка на склянку води), японці отримують легкий, дієтичний, але при цьому вельми поживний бульйон.